# FK Mladost Velika Obarska
FK Mladost Velika Obarska  (Servisch: ФК Младост Велика Обарска) is een Bosnische voetbalclub uit Velika Obarska in de Servische Republiek.
De club werd opgericht in 1948 als DTV Partizan Velika Obarska en nam in 1956 de huidige naam aan. De club speelde altijd in de lagere regionale afdelingen in Joegoslavië. In 2012 werd Mladost kampioen op het derde niveau, de Druga Liga Republika Srpska. Een jaar later werd de club ook kampioen in de Prva Liga Republika Srpska en promoveerde voor het eerst naar de Premijer Liga.

## Erelijst
- Prva Liga Republika Srpska

2013
- Druga Liga Republika Srpska

2012
Borac Banja Luka · 
GOŠK Gabela · 
Igman ·
Posušje · 
Radnik Bijeljina · 
Sarajevo · 
Široki Brijeg · 
Sloboda Tuzla ·
Sloga Doboj ·
Velež Mostar ·
Zeljeznicar Sarajevo · 
Zrinjski Mostar ·